# سندرس تی. فرانک
سندرس تی. فرانک (انگلیسی: Sanders T. Frank؛ ۱۱ مهٔ ۱۹۳۸ – ۱۴ سپتامبر ۱۹۹۷) پزشک متخصص ریه اهل ایالات متحده آمریکا بود.
وی دانش‌آموختهٔ رشتهٔ پزشکی در کالج پزشکی نیویورک بود و مدت‌ها ریاست بخش پزشکی تنفس و ریه، در مرکز طبی گارفیلد در مانتری پارک را به‌عهده داشت.
او بود که نخستین بار نشانه فرانک را توصیف نمود.